# Gaoping Xi
Gaoping Xi (chiń. 高屏溪; pinyin Gāopíng Xī; Wade-Giles Kao-p’ing Hsi; pe̍h-ōe-jī Ko-pîn-khe) – rzeka w południowej części Tajwanu. Jej źródło znajduje się na zboczach góry Yu Shan. Długość rzeki wynosi 171 km, a powierzchnia jej dorzecza to 3256,85 km². Przepływa przez Pingdong i Kaohsiung. Uchodzi do Morza Południowochińskiego w Linyuan na obrzeżach miasta wydzielonego Kaohsiung.
Dopływy rzeki to: Laonong Xi, Qishan Xi, Ailiao Xi, Meinong Xi, Ailiao Bei Xi, Ailiao Nan Xi, Wuluo Xi, Zhuokou Xi.
Według raportu z 2007 roku w ekosystemach wodnych całego dorzecza występuje 66 gatunków ryb (w tym 14 gatunków endemicznych, 3 gatunki chronione i 6 gatunków egzotycznych), 21 gatunków skorupiaków, 83 gatunki glonów, 13 gatunków muszlowców oraz 55 gatunków owadów wodnych. W ekosystemie lądowym całego dorzecza występuje 131 gatunków ptaków, 21 gatunków ssaków, 32 gatunki gadów, 19 gatunków płazów, 140 gatunków motyli i 39 gatunków żylenicowatych. Większość to gatunki typowe dla południowego Tajwanu.